# خدای من (فیلم)
خدای من (انگلیسی: My God) فیلمی به کارگردانی ام. موهانان محصول سال ۲۰۱۵ است.
سورش گوپی و هونی رز از بازیگران این فیلم بوده‌اند.